# Dictyophara longirostris
Dictyophara longirostris är en insektsart som beskrevs av Walker 1851. Dictyophara longirostris ingår i släktet Dictyophara och familjen Dictyopharidae. Inga underarter finns listade i Catalogue of Life.